# Tea Dongouzachvili
Tea Guaïozovna Dongouzachvili (en russe : Те́а Гайо́зовна Донгузашви́ли), née le 4 juin 1976, est une judokate russe s'illustrant dans la catégorie des plus de 78 kg (poids lourds). Multiple médaillée dans les événements internationaux, elle a obtenu sa principale récompense en montant sur la troisième marche du podium olympique en 2004. 
Présente sur le circuit international depuis la fin des années 1990, la judokate russe obtient sa première médaille internationale majeure en 2000 en remportant la médaille de bronze lors des championnats d'Europe. De 2001 à 2003, elle prend chaque année la seconde place lors des championnats d'Europe dans la catégorie des poids lourds ou en toutes catégories. Lors de cette dernière année, elle monte sur son premier podium mondial lors des championnats du monde d'Osaka. Qualifiée pour Jeux olympiques d'Athènes en 2004, la Russe est battue en demi-finale par la Japonaise Maki Tsukada. Dongouzachvili se console grâce à sa victoire face à la Tunisienne Insaf Yahyaoui lors du match pour la troisième place. Elle obtient ainsi son premier podium olympique. Une nouvelle fois vice-championne d'Europe l'année suivante, elle termine au pied du podium lors des Mondiaux du Caire. En 2007, elle obtient la troisième place lors de l'Euro organisé en Serbie.

## Palmarès

### Jeux olympiques
- Jeux olympiques de 2004 à Athènes (Grèce) :
  -  Médaille de bronze dans la catégorie des plus de 78 kg (poids lourds).

### Championnats du monde
- Championnats du monde 2003 à Osaka (Japon) :
  -  Médaille de bronze dans la catégorie des plus de 78 kg (poids lourds).
- Championnats du monde 2005 au Caire (Égypte) :
  - 5e dans la catégorie des plus de 78 kg (poids lourds).

### Championnats d'Europe
| Catégorie / Année          | 1997 | 2000 | 2001 | 2002 | 2003 | 2005 | 2006 | 2007 | 2008 |
| -------------------------- | ---- | ---- | ---- | ---- | ---- | ---- | ---- | ---- | ---- |
| Plus de 78 kg Poids lourds | -    | -    | 2e   | -    | 2e   | 2e   | 5e   | 3e   | 2e   |
| Toutes catégories          | 7e   | 3e   | -    | 2e   | -    | -    | -    | -    | -    |